# Palača Martinović
Palača Martinović je palača u Perastu. Palača je peraškog bratstva (kazade) Čizmai i afiliranih joj Martinovića.
Do palače se dođe "veljom" ulicom od kuće Tripa Kokolje koja vodi prema glavnom trgu i katoličkoj crkvi sv. Nikole, u blizini palače Brajković-Martinović, uz brdo, na istočnom kraju Penčića, u zapadnom dijelu Perasta. Uzbrdo se "veljom" ulicom dođe do tvrđave Sv. Križa.
Po starosti je jedna od najstarijih palača u Perastu.
Na palači je grb kazade Čizmai kojoj su pripadali Martinovići, po kojima se zove palača. Na grbu je ruka koja drži granu.
Stilski palača pripada baroku.
Kompleks građevina Martinović danas je u ruševnom stanju.

## Vanjske poveznice
- (srpski)  Veroljub Trifunović Veroljub Trifunović: Perast - gospodar luka: 47: Smekija